# Кемпері
Кемпері (груз. ქემფერი) — село в Хашурському муніципалітеті, край (мхаре) Шида Картлі, Грузія. Висота над рівнем моря — 800 м. Населення — 350 осіб (2014).